# NGC 3476
NGC 3476 је елиптична галаксија у сазвежђу Лав која се налази на NGC листи објеката дубоког неба.
Деклинација објекта је + 9° 16' 34" а ректасцензија 10h 58m 7,6s. Привидна величина (магнитуда) објекта NGC 3476 износи 14,0 а фотографска магнитуда 15,0. NGC 3476 је још познат и под ознакама NGC 3480, MCG 2-28-32, CGCG 66-73, PGC 32987.